# Строевское сельское поселение (Рязанская область)
Строевское се́льское поселе́ние — муниципальное образование в Путятинском районе Рязанской области России.
Административный центр — село Строевское.

## История
Образовано в результате муниципальной реформы 2006 г. в результате объединения существовавших ранее на данной территории двух сельских округов — Воршевского (центр Воршево) и Екатериновского (центр Екатериновка) — с возложением административного управления на село Строевское. Ранее село Строевское называлось Хлыстово. В селе есть разрушенная церковь Николая Чудотворца.

## Население
| 2010 | 2012 | 2013 | 2014 | 2015 | 2016 | 2017 |
| ---- | ---- | ---- | ---- | ---- | ---- | ---- |
| 944  | ↘924 | ↘907 | ↗916 | ↘893 | ↘875 | ↘854 |
| 2018 | 2019 | 2020 | 2021 |      |      |      |
| ↘850 | ↗863 | ↘853 | ↘841 |      |      |      |

## Административное устройство
Образование и административное устройство сельского поселения определяются законом Рязанской области от 07.10.2004 № 90-ОЗ.
Границы сельского поселения определяются законом Рязанской области от 08.10.2008 № 115-ОЗ.

## Состав поселения
В состав сельского поселения входит 15 населённых пунктов:
| №  | Населённый пункт        | Тип населённого пункта       | Население |
| -- | ----------------------- | ---------------------------- | --------- |
| 1  | Агрокультура            | посёлок                      | 3         |
| 2  | Александр-Нетрош        | посёлок                      | 5         |
| 3  | Александровка           | деревня                      | 6         |
| 4  | Александровские Выселки | посёлок                      | 22        |
| 5  | Воршево                 | село                         | ↘208      |
| 6  | Выдерга                 | посёлок                      | 4         |
| 7  | Екатериновка            | село                         | ↘299      |
| 8  | Зелёная Поляна          | посёлок                      | 11        |
| 9  | Львиный                 | посёлок                      | 2         |
| 10 | Пробуждение             | посёлок                      | 0         |
| 11 | Свободо-Заводской       | посёлок                      | 34        |
| 12 | Сергиевка               | посёлок                      | 0         |
| 13 | Строевское              | село, административный центр | ↘332      |
| 14 | Суховка                 | посёлок                      | 9         |
| 15 | Тырница                 | посёлок                      | 9         |